# Душники-Здруй
Душни́ки-Здруй (пол. Duszniki-Zdrój, чеськ. Dušníky, нім. Bad Reinerz) — курортне місто в південно-західній частині Польщі, на річці Бистшиця-Душницька.
Належить до Клодзького повіту Нижньосілезького воєводства.
Частиною міста є курорт зимових видів спорту Зеленець.

## Демографія
Демографічна структура станом на 31 березня 2011 року:
|          | Загалом | Допрацездатний вік | Працездатний вік | Постпрацездатний вік |
| -------- | ------- | ------------------ | ---------------- | -------------------- |
| Чоловіки | 2355    | 422                | 1630             | 303                  |
| Жінки    | 2674    | 370                | 1547             | 757                  |
| Разом    | 5029    | 792                | 3177             | 1060                 |